# Acide galacturonique
L'acide galacturonique est un acide uronique et un constituant de la pectine. Cette dernière est responsable de la rigidité des parois des cellules végétales.